# Мерчинг, Генрих Карлович
Генрих Карлович Мерчинг (Генрих-Александр; 05.02.1860 г. Згеж — 14.09.1916) — русский учёный-электротехник, профессор института инженеров путей сообщения, действительный статский советник.

## Биография
После окончания физико-математического факультета варшавского университета с двумя золотыми медалями за конкурсные сочинения в 1882 г. и института путей сообщения в 1885 г., продолжал образование за границей.
С 1887 г. читал лекции в институте. После публичной защиты диссертации «О движении жидкостей» в 1892 г. — адъюнкт, с 1896 г. профессор. С 1888 по 1893 гг. был также первым преподавателем электротехники в электротехническом институте. Много путешествовал с научной целью во всей Европе, Америке и Африке, участвуя в международных научных конгрессах, а также дважды в физических наблюдениях над полными солнечными затмениями (1887 г. в Вильне и 1905 г. в Испании).
Занимался альпинизмом, совершил ряд восхождений на горные вершины. С 1900 г. заведовал также электротехнической лабораторией института, устроенной по его ходатайству и планам. Его учениками были Г. О. Графтио и другие крупные учёные.

## Труды
Научные специальные труды помещал в «Журнале Русского Физико-Химического Общества», в журнале «Электричество», в «Comptes Rendus» парижской академии наук, в «Мемуарах Краковской Академии» и «Poggendorf’s Annalen». Отдельно изданы следующие главнейшие труды:
- «О методах определения длины световых волн» (Варшава, 1884, дисс., удостоенная золотой медали);
- «Краткий обзор физических явлений на основании законов сохранения количества материи и энергии» (СПб., 1887);
- «Электротехника в применении к инженерному делу» (СПб., 1888);
- «О движении жидкостей: воды, керосина и нефти в трубах» (исследование, удостоенное почетной премии; три издания: СПб., 1890, 1892 и 1903);
- «Канатная передача и канатные железные дороги» (СПб., 1896);
- «Механическая и электрическая тяга судов на искусственных водяных путях (каналах)» (СПб., 1896);
- «Мировой эфир по гипотезам механики» (этюд, СПб., 1895);
- «Курс электротехники, читаемый в институте инженеров путей сообщения» (СПб., 1898);
- «Материя по гипотезам гидродинамики» (СПб., 1899);
- «Курс гидравлики, читаемый в институте инженеров путей сообщения» (часть 1-я, СПб., 1900);
- «Очерк основных законов установившегося и неустановившегося электрического тока и сопутствующих ему магнитных возмущений. Начала электромагнитной теории света» (СПб., 1905);
- «Об электрических железных дорогах» (1908).

Кроме того, исследовал историю протестантской церкви на землях былой Речи Посполитой:
- Monumenta Reformationis Polonicae et Lithuanicae. Ser. 1, z. 1. - Wilno, 1911.

- Zbory i senatorowie protestanccy w dawnej Rzeczypospolitej. — Warszawa: UW, 1904. — 140 с. Архивировано 29 августа 2007 года.;
- Szymon Budny jako krytyk tekstow biblijnych. — Krakow, 1913.
- Merczyng H.  Mapa Litwy z 1613 r. Ks. Radziwiłła Sierotki, pod względem matematycznym i kartograficznym// Sprawozdania z posiedzeń Towarzystwa Naukowego Warszawskiego, Wydział Nauk Matematycznych i Przyrodniczych. R. 6.- 1913.-  s. 414–440.